# Le Seigneur des anneaux : La Bataille pour la Terre du Milieu
Le Seigneur des Anneaux : La Bataille pour la Terre du Milieu est un jeu de stratégie développé par EA Los Angeles puis édité Electronic Arts en décembre 2004. Le jeu se base sur l'adaptation cinématographique du Seigneur des anneaux par Peter Jackson.
Ce jeu permet d'utiliser les armées des 2 camps, le Bien et le Mal. Il se caractérise par son nombre important d'unités visibles et utilisables en même temps, et se démarque ainsi des autres jeu de stratégie. Il est axé sur la guerre et la création d'unités et, par conséquent, il ne contient pas de fonctions commerciales, politiques et sociales. Ce jeu, développé par les créateurs de Command and Conquer, suit la trame du film de Peter Jackson, tout en se permettant quelques libertés avec le scénario original.
Ce STR en 3D propose un mode multijoueur sur Internet où les joueurs peuvent s'affronter jusqu'à 4 contre 4. Le jeu bénéficie également d'un créateur de carte et d'un mode « escarmouche » (ou partie libre) où le joueur doit vaincre l'armée ennemie, sans objectifs de mission. Ainsi, il alterne des phases d'infiltration avec peu de personnages et des batailles de grande envergure, opposant des centaines d'unités.
Il est possible d'utiliser bon nombre de héros : les héros de la Communauté de l'Anneau ou d'autres personnages importants comme Saroumane ou Théoden. Ces héros gagnent de l'expérience au fil des combats, ce qui leur permet d'utiliser des pouvoirs de plus en plus puissants. Des sorts sont également à disposition, à acheter grâce à des points gagnés en tuant des ennemis, rasant des bâtiments ou remportant des missions.

## Modes de jeu
La Bataille pour la Terre du Milieu propose deux modes de jeu indépendants, le mode escarmouche, qui permet de jouer des parties courtes, et le mode campagne, qui permet de suivre les aventures des héros du Seigneur des Anneaux du côté du Bien ou du Mal.

### Mode Escarmouche
Le mode Escarmouche permet de jouer des parties courtes sur une des cartes disponibles, en solo ou en multijoueur. La partie oppose le joueur à entre une et sept factions. Le joueur doit choisir son camp (Rohan, Gondor, Isengard et Mordor) et celui de ses adversaires (un même camp peut apparaître à plusieurs reprises dans la même partie : on peut ainsi organiser une partie Mordor contre Mordor par exemple). Il faut ensuite choisir une carte (les cartes spéciales de la campagne comme Minas Tirith et le Gouffre de Helm ne sont pas disponibles), et l'emplacement de départ de chaque camp.
Le but de la partie est de détruire toutes les bases ennemies (les colonies ne comptent pas) sans perdre sa dernière base. Pour cela, le joueur doit recruter des unités, des héros, construire des bâtiments et accumuler des ressources. Il accumule aussi des points de pouvoir qui lui permettront d'utiliser la magie pour renverser le cours de la bataille, en invoquant des Rohirrim, des Ents, des Aigles ou même le Balrog. Les héros et bataillons se renforcent en gagnant de l'expérience, et les héros gagnent de nouveaux pouvoirs.

### Mode Campagne
Le jeu propose deux campagnes mettant en scène les événements du film du côté du Bien et du côté du Mal. Ces campagnes comportent des missions particulières (s'échapper de la Moria, défendre le Gouffre de Helm...) et des missions classiques de type Escarmouche. Avant la mission finale, le joueur peut conquérir toutes les régions de la carte pour accroître le niveau de ses armées.
A la fin de chacunes des missions, le joueur garde les unités qui l'a entrainé et l'expérience obtenue, sous réserve de qu'elles aient survécues et que les points de commandements ne soient pas dépassés.
Du côté du Bien, le jeu commence par la traversée de la Moria par la Communauté de l'Anneau, puis continue avec l'escale de celle-ci dans la Lothlórien, puis le passage à Amon Hen, qui voit la communauté affrontée Lurtz (Note : Boromir peut survivre à la différence du film et continuer le jeu avec Aragorn, Legolas et Gimli puis rejoindre ensuite armées du Gondor de Faramir). Son périple se poursuit ensuite au travers du Rohan après sa dissolution, puis au Gouffre de Helm. Dans le même temps, le joueur aide Éomer et les Rohirrim à combattre les Uruk-hai de l'Isengard. Par la suite, la campagne se centre sur Faramir et les Rôdeurs du Gondor dans l'Ithilien et à Osgiliath. Les armées et héros se retrouvent enfin pour défendre Minas Tirith puis marchent sur la Porte Noire du Mordor. Cette dernière mission consiste alors à contenir l'ennemi jusqu'à la destruction de l'Anneau par Frodon.
La campagne du Mal prend plus de libertés avec le récit. La première partie concerne Saroumane qui tend à accroître la puissance de l'Isengard en menant des incursions dans la forêt de Fangorn et dans le Rohan. après avoir éliminé la plus grande partie de la Communauté de l'Anneau, les armées d'Ourouk-Haï marchent sur Edoras puis sur le Gouffre de Helm. Ensuite, le joueur part à la recherche des Haradrim qu'il convertit à la cause du Mordor, puis ravage l'Ithilien et Osgiliath. Avec l'aide d'Arachné, il élimine Frodon et Sam puis mène le siège final sur Minas Tirith.
Dans les campagnes, le joueur accumule des points de pouvoir de façon différente par rapport au mode escarmouche : il ne peut acquérir qu'un point de pouvoir par niveau (après quoi il est très dur de parvenir au point suivant), mais peut en gagner en bonus en fin de bataille. Il en va de même pour les niveaux des héros qui gagnent facilement un niveau mais très difficilement un second.

## Bâtiments et gestion
Le jeu se distingue par son système de construction de base. Les bâtiments ne peuvent être construits que sur des emplacements prédéterminés disséminés sur la carte qui rajoutent encore une dimension stratégique, le contrôle de ces points pouvant être une aide précieuse.
Des points particuliers peuvent donc accueillir des bâtiments particuliers : une colonie ne peut accueillir qu'une ferme, un abattoir, une chambre des Ents ou une scierie ; un avant-poste comporte une citadelle et trois emplacements pour bâtiments, un camp, une citadelle, cinq bâtiments et des tours (plus des palissades pour le Gondor et le Rohan). Les châteaux ont une citadelle et sept emplacements. Dans le cas du Rohan et du Gondor, ils sont également pourvus de murailles qui peuvent être agrémentées de poternes, de tours et de trébuchets. En contrepartie, les factions du Mal disposent de nombreux engins de siège.
Le jeu étant axé sur la guerre et la création d'unités et, il ne contient pas de fonctions commerciales, politiques et sociales. Les ressources sont produites par des bâtiments particuliers, accroissant le trésor à intervalle régulier. Certains bâtiments et pouvoirs donnent également des bonus de production.
Les unités peuvent également être améliorées, avec des armures renforcées, des épées lourdes et autres. Pour cela, il faut d'abord acheter l'amélioration dans le bâtiment adéquat puis l'acheter pour le bataillon voulu, donnant une importance capitale aux ressources.
Il faut enfin noter que les bâtiments ont également des niveaux (trois), qui progressent avec le temps ou la construction d'unités. Au niveau trois, les bâtiments sont pourvus de tours tirant des flèches, leur donnant un certain potentiel défensif. Cependant, le fait qu'il soit impossible de construire soi même des murs défensifs oblige le joueur à être constamment à l'attaque.

## Les quatre camps
Le Rohan est un camp rural centré sur la cavalerie : il possède en effet une cavalerie polyvalente composée de lanciers et d'archers, permettant de combattre les nombreux bataillons ennemis de fantassins. Ils disposent également d'archers elfes et de la puissance des Ents. Les héros de cette faction sont Théoden, Éowyn, Éomer, Aragorn, Gimli, Legolas et Merry.
Le Gondor est beaucoup plus urbain, avec de puissants murs de pierre pour ses châteaux, des forges et marchés pour renforcer son économie, et une puissante infanterie pour se défendre. Sa cavalerie, bien que moins perfectionnée que celle du Rohan, est cependant puissante. Ses héros sont Gandalf, Boromir, Faramir et Pippin.
L'Isengard est capable de produire en masse des armées d'Ourouk-Haï armés de cimeterres, de piques et d'arbalètes. Il peut également former des chevaucheurs de wargs capable de lancer des raids éclair contre l'ennemi. Il déploie enfin de terribles machines de siège, échelles, béliers, balistes et même mines. Ses héros sont Saroumane et Lurtz, chef des Ourouk-Haï.
Le Mordor, enfin, peut constituer d'immenses armées d'orques qui servent de véritable chair à canon, étant gratuits. Il peut également compter sur l'aide des Haradrims et de créatures impressionnantes : des Mûmakils et des trolls. Enfin, ses héros sont le terrible Roi-Sorcier d'Angmar, les Nazgûl et Gollum.

## Accueil
| La Bataille pour la Terre du Milieu |      |       |
| Média                               | Pays | Notes |
| Canard PC                           | FR   | 8/10  |
| Computer Gaming World               | US   | 4/5   |
| GameSpot                            | US   | 84 %  |
| IGN                                 | US   | 83 %  |
| Jeuxvideo.com                       | FR   | 16/20 |
| Joystick                            | FR   | 7/10  |
| Compilations de notes               |      |       |
| Metacritic                          | US   | 82 %  |

## Suite
Une suite est sortie en 2006 : Le Seigneur des Anneaux : La Bataille pour la Terre du Milieu II. Electronic Arts ayant acquis les droits sur les livres de J. R. R. Tolkien, l'univers du jeu s'en trouve étendu et met en scène des personnages absents des films, comme Tom Bombadil. De plus, il permet de bâtir des bâtiments partout sur la carte et introduit un système de forteresses personnalisables. Il possède également une extension, L'Avènement du Roi-Sorcier.